# Hunter's Creek (Floride)
Hunter's Creek est une census-designated place du comté d'Orange, dans l'État de Floride, aux États-Unis,. En 2020, elle compte une population de 24 433 habitants.